# Wildblech
Wildblech ist eine Ortschaft in der Gemeinde Wipperfürth im Oberbergischen Kreis im Regierungsbezirk Köln in Nordrhein-Westfalen (Deutschland).

## Lage und Beschreibung
Der Ort liegt im Südwesten der Stadt Wipperfürth nahe der Bundesstraße 506, die im Mittelalter ein bedeutender Heerweg zwischen Köln und Soest war. Im Osten der Ortschaft fließt der Bach Weinbach vorbei, im Süden der in den Weinbach mündende Wildblechbach. Nachbarorte sind Klingsiepen mit seinem Industriegebiet, Peddenpohl, Weinbach und Erlen.
Wildblech ist Bestandteil des Wipperfürther Industriegebietes „Klingsiepen Nord“.
Politisch wird Wildblech durch den Direktkandidaten des Wahlbezirks 7.1 (071) südwestliches Stadtgebiet im Rat der Stadt Wipperfürth vertreten.

## Geschichte
Die Karte Topographia Ducatus Montani aus dem Jahre 1715 zeigt einen Hof und bezeichnet diesen mit „Wildplech“. Die Topographische Aufnahme der Rheinlande von 1825 verzeichnet auf umgrenztem Hofraum unter dem Namen „Wildblech“ drei getrennt voneinander liegende Grundrisse.

## Busverbindungen
Über die im Ort befindliche Haltestelle der Linie 427 (VRS/OVAG) ist Wildblech an den öffentlichen Personennahverkehr angebunden.